# Mérillac
 Mérillac  (en bretón Merelieg) es una población y comuna francesa, situada en la región de Bretaña, departamento de Côtes-d'Armor, en el distrito de Dinan y cantón de Merdrignac.

## Demografía
| 441 | 385 | 341 | 337 | 267 | 241 |
| Para los censos de 1962 a 1999 la población legal corresponde a la población sin duplicidades (Fuente: INSEE [Consultar]) |     |     |     |     |     |